# Tony Adamowicz

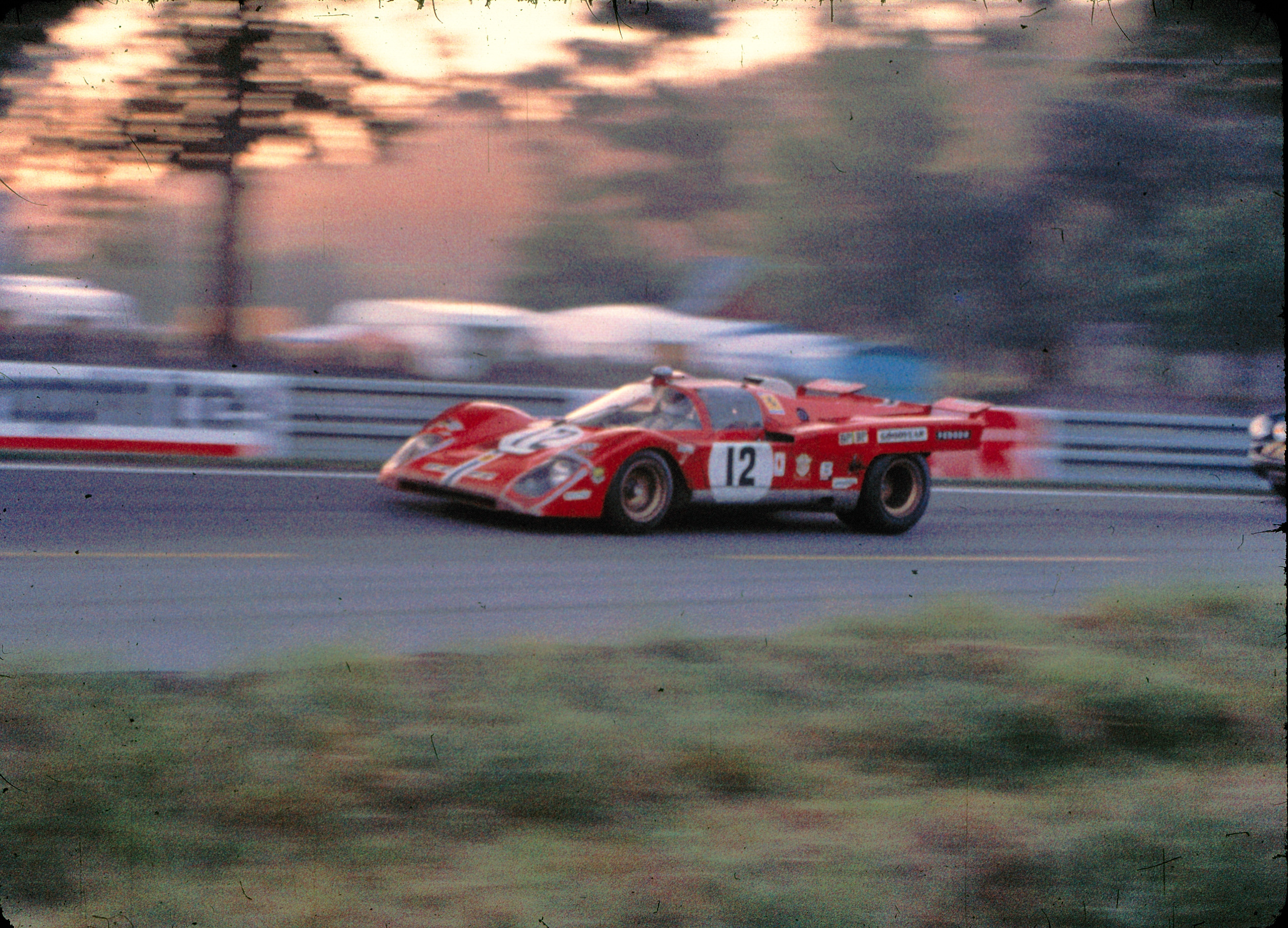
Der Ferrari 512S von Sam Posey und Tony Adamowicz beim 24-Stunden-Rennen von Le Mans 1971

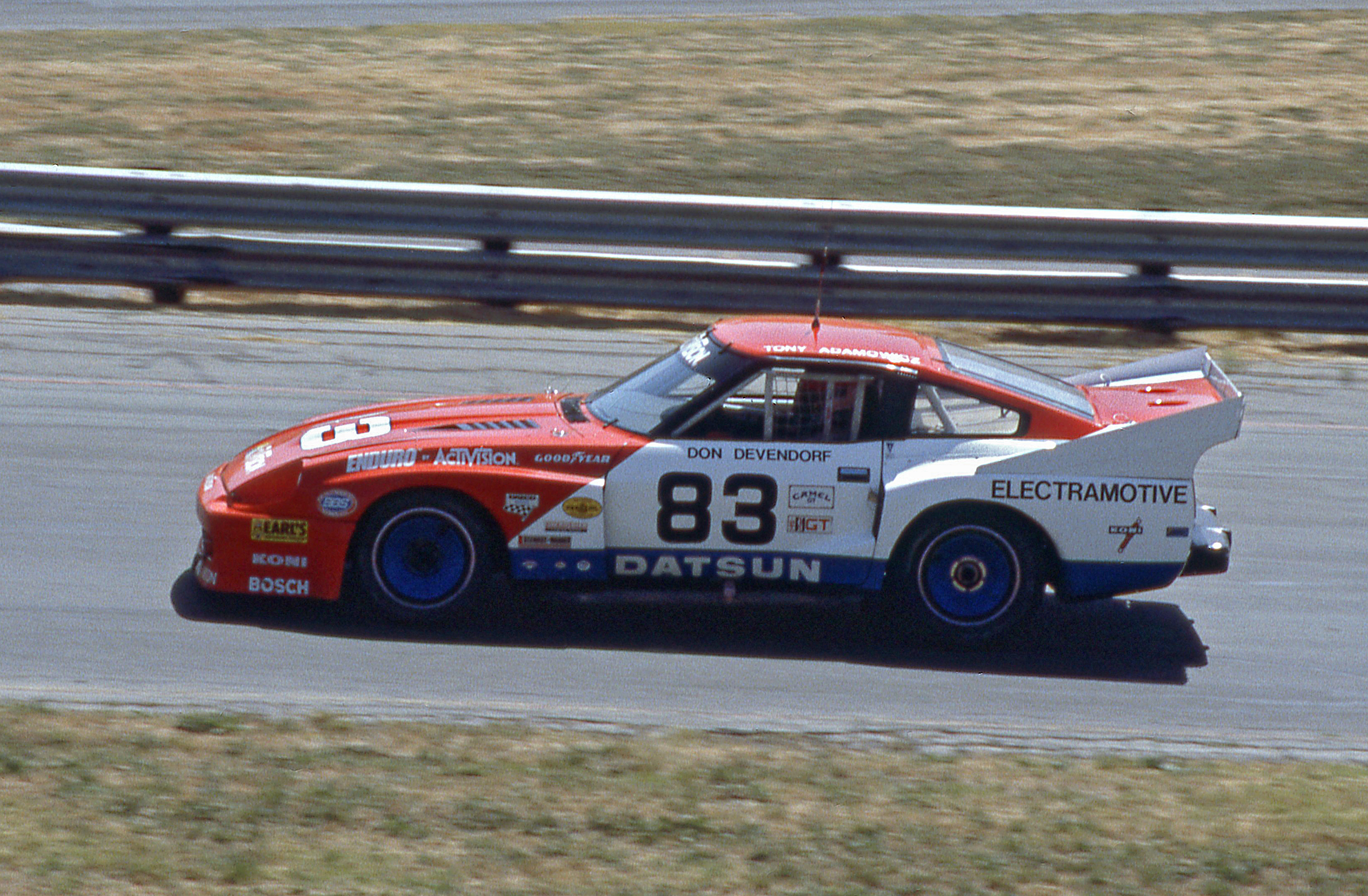
Der Datsun 280ZX mit dem Adamowicz und Teamkollege Don Devendorf 1983 in der IMSA-GTP-Serie am Start waren

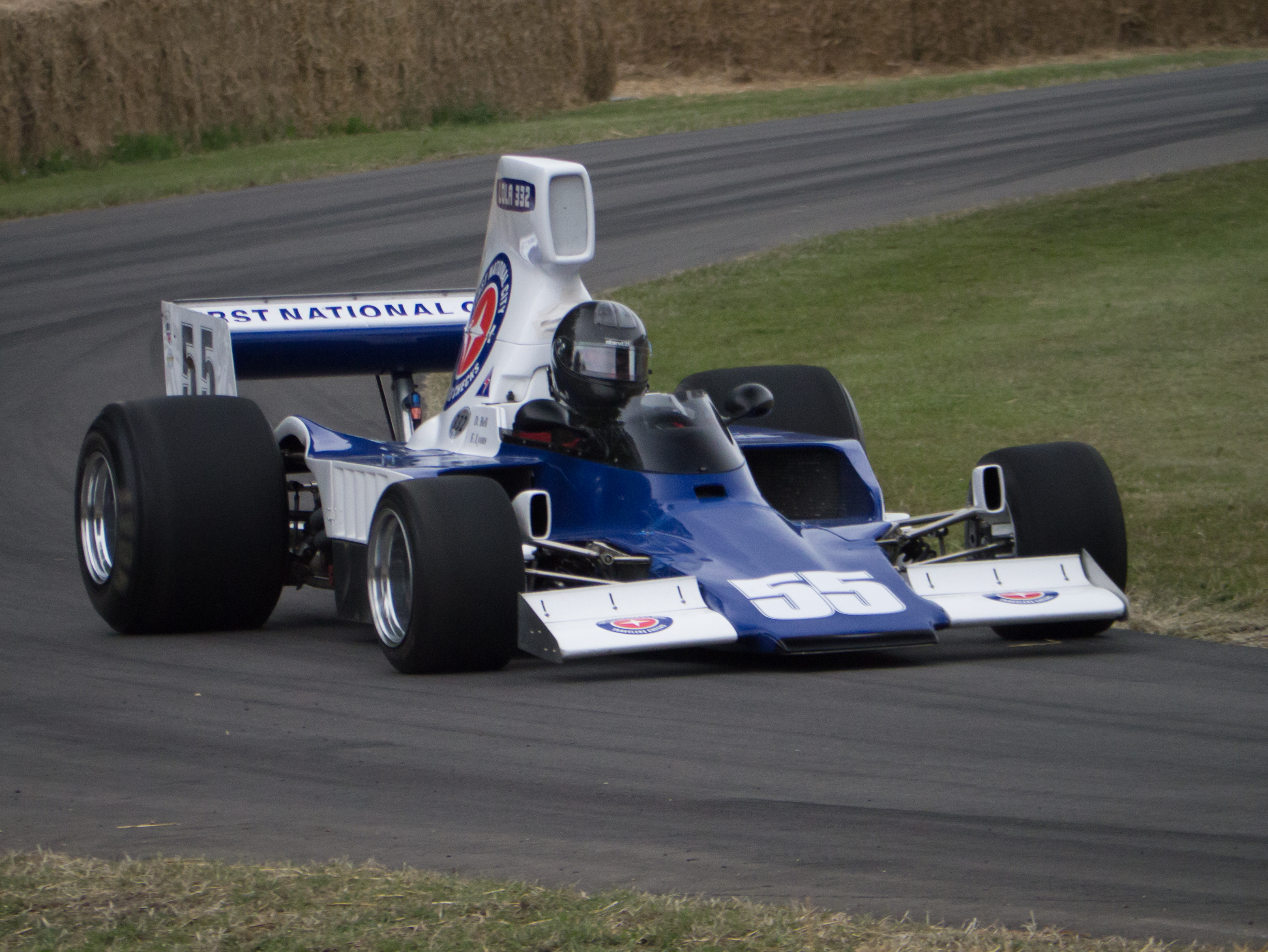
Lola T330; Formel-5000-Rennwagentyp mit dem Adamowicz 1973 in der nordamerikanischen Formel-5000-Meisterschaft engagiert war

Anthony „Tony“ Adamowicz (* 2. Mai 1941 in Port Henry, New York; † 10. Oktober 2016) war ein US-amerikanischer Automobilrennfahrer.

## Karriere im Motorsport
Wenn man die Phase im historischen Motorsport hinzuzählt, umfasste die Fahrerkarriere von Tony Adamowicz einen Zeitraum von mehr als 35 Jahren. Begonnen hatten die Aktivitäten 1963 auf einem Volvo PV544 im nationalen Tourenwagensport. Seine Erfolge summierten sich zu einem zweiten Rang einer nationalen Meisterschaft 1964 und zum Gesamtsieg 1965.
1966 begann die lange Partnerschaft mit Bob Tullius. Tullius hatte im Jahr davor ein Rennteam gegründet und Adamowicz war einer der ersten engagierten Fahrer. Gemeinsam mit Tullius gewann er auf einem Dodge Dart die FIA-Group-Rennklasse beim 4-Stunden-Rennen von Sebring. Das Rennen auf dem Sebring International Raceway war der erste Meisterschaftslauf in der Geschichte der Trans-Am-Serie. 1968 sicherte er sich die Gesamtwertung der 2-Liter-Klasse dieser Rennserie. Auf einem Porsche 911 gewann er sechs von zehn Saisonrennen und beendete zwei am zweiten Endrang.
1969 stieg er in den Monopostosport ein. Auf einem Eagle Mk5 gewann er fünf der ersten sechs Saisonrennen der nordamerikanischen Formel-5000-Meisterschaft, die dort als Formel A lief. Mitte der Saison wurde der technische Vorsprung des MK5 eingeholt. Bis zum Ablauf der Meisterschaft dominierten David Hobbs im Surtees TS5 und Sam Posey im McLaren M10 die Meisterschafts-Wertungsläufe. Am Ende sicherte sich Adamowicz mit einem Punkt Vorsprung auf David Hobbs die Meisterschaft. 1970 versuchte er sich für das 500-Meilen-Rennen von Indianapolis zu qualifizieren, scheitere aber in der ersten Trainingseinheit an der zu langsamen Durchschnittsgeschwindigkeit der drei gezeiteten Runden. Beim zweiten Versuch hatte er einen Unfall und verpasse somit die Qualifikation. 1973 betritt er eine zweite komplette Formel-5000-Meisterschaft, die er diesmal als Gesamtachter abschloss.
Trotz der Engagements im Monopostosport blieb Adamowicz im Sportwagen höchst aktiv. Nach Bob Tullius war Luigi Chinetti der zweite wesentliche Partner in dieser Phase seiner Karriere. Chinetti war nach dem Zweiten Weltkrieg in die USA emigriert und hatte 1957 gemeinsam mit George Arents und Jan de Vroom das North American Racing Team gegründet. Der inzwischen 69-jährige Chinetti ermöglichte Adamowicz 1970 die Debüts beim 12-Stunden-Rennen von Sebring und beim 24-Stunden-Rennen von Le Mans. Einsatzwagen war der Ferrari 312P, mit dem er mit Partner Luigi Chinetti junior in Sebring wegen eines überhitzten Motors ausfiel und in Le Mans mit Chuck Parsons als Teamkollegen mangels zu wenig gefahrener Runden nicht klassiert wurde. Ein Jahr später pilotiert er in Le Mans einen Ferrari 512M (Partner Sam Posey) an die dritte Stelle der Gesamtwertung und damit auf das Podium der ersten Drei. Auch in der Can-Am-Serie war er am Start; die Meisterschaft 1971 beendete er auf einem McLaren M8B als Siebter.
Während der Ölpreiskrise kam die Karriere zwischen 1974 und 1977 zum Erliegen. Ende der 1970er-Jahre begann er wieder Sportwagenrennen zu fahren. Er startete in der IMSA-GTP-Serie und kehrte 1984 für seinen alten Freund Bob Tullius nach Le Mans zurück.
Professionellen Motorsport bestritt er bis 1989, als er nach dem 24-Stunden-Rennen von Daytona zurücktrat. Als Rennfahrer blieb er auch danach aktiv. Er fuhr seinen Meisterschafts-Siegerwagen, den Eagle MK5, bei historischen Formel-5000-Rennen in den USA und war dort der erfolgreichste Pilot. Teilweise gelangen ihm mit den Rennwagen noch Rundenzeiten, die nur unwesentlich langsamer sind als zu seiner professionellen Zeit 1969.
Er starb im Oktober 2016.

## Statistik

### Le-Mans-Ergebnisse
| Jahr | Team                       | Fahrzeug          | Teamkollege        | Teamkollege | Platzierung     | Ausfallgrund |
| ---- | -------------------------- | ----------------- | ------------------ | ----------- | --------------- | ------------ |
| 1970 | North American Racing Team | Ferrari 312P      | Chuck Parsons      |             | nicht klassiert |              |
| 1971 | North American Racing Team | Ferrari 512M      | Sam Posey          |             | Rang 3          |              |
| 1972 | North American Racing Team | Ferrari 365 GTB/4 | Sam Posey          |             | Rang 6          |              |
| 1984 | Jaguar Group 44            | Jaguar XJR-5      | Claude Ballot-Léna | John Watson | Ausfall         | Unfall       |

### Sebring-Ergebnisse
| Jahr | Team         | Fahrzeug           | Teamkollege           | Teamkollege | Platzierung | Ausfallgrund    |
| ---- | ------------ | ------------------ | --------------------- | ----------- | ----------- | --------------- |
| 1970 | N.A.R.T.     | Ferrari 312P Coupé | Luigi Chinetti junior |             | Ausfall     | Motor überhitzt |
| 1972 | N.A.R.T.     | Ferrari 365 GTB/4  | Sam Posey             |             | Rang 13     |                 |
| 1984 | Conte Racing | Lola T600          | John Morton           | Tony Garzia | Rang 7      |                 |

### Einzelergebnisse in der Sportwagen-Weltmeisterschaft
| Saison | Team                                | Rennwagen                                      | 1   | 2   | 3   | 4   | 5   | 6   | 7   | 8   | 9   | 10  | 11  | 12  | 13  | 14  | 15  | 16  | 17  |
| ------ | ----------------------------------- | ---------------------------------------------- | --- | --- | --- | --- | --- | --- | --- | --- | --- | --- | --- | --- | --- | --- | --- | --- | --- |
| 1968   | Davidson Enterprises                | Porsche 911                                    | DAY | SEB | BRH | MON | TAR | NÜR | SPA | WAT | ZEL | LEM |     |     |     |     |     |     |     |
| 1968   | Davidson Enterprises                | Porsche 911                                    | DNF |     |     |     |     |     |     |     |     |     |     |     |     |     |     |     |     |
| 1969   | PART                                | Porsche 911                                    | DAY | SEB | BRH | MON | TAR | SPA | NÜR | LEM | WAT | ZEL |     |     |     |     |     |     |     |
| 1969   | PART                                | Porsche 911                                    | 4   |     |     |     |     |     |     |     |     |     |     |     |     |     |     |     |     |
| 1970   | NART David Piper                    | Ferrari 312P Porsche 917                       | DAY | SEB | BRH | MON | TAR | SPA | NÜR | LEM | WAT | ZEL |     |     |     |     |     |     |     |
| 1970   | NART David Piper                    | Ferrari 312P Porsche 917                       | 5   | DNF |     | DNF |     |     |     | DNF |     |     |     |     |     |     |     |     |     |
| 1971   | NART David Piper                    | Ferrari 512S Porsche 917                       | BUA | DAY | SEB | BRH | MON | SPA | TAR | NÜR | LEM | ZEL | WAT |     |     |     |     |     |     |
| 1971   | NART David Piper                    | Ferrari 512S Porsche 917                       |     | 2   |     |     |     |     |     |     | 3   |     | DNF |     |     |     |     |     |     |
| 1972   | Greenwood Racing NART Gulf Research | Chevrolet Corvette Ferrari 365 GTB/4 Mirage M6 | BUA | DAY | SEB | BRH | MON | SPA | TAR | NÜR | LEM | ZEL | WAT |     |     |     |     |     |     |
| 1972   | Greenwood Racing NART Gulf Research | Chevrolet Corvette Ferrari 365 GTB/4 Mirage M6 |     | DNF | 13  |     |     |     |     |     | 6   |     | DNF |     |     |     |     |     |     |
| 1973   | Hall Racing                         | Porsche 911                                    | DAY | VAL | DIJ | MON | SPA | TAR | NÜR | LEM | ZEL | WAT |     |     |     |     |     |     |     |
| 1973   | Hall Racing                         | Porsche 911                                    | 8   |     |     |     |     |     |     |     |     |     |     |     |     |     |     |     |     |
| 1977   | Ramsey Ferrari                      | Ferrari 365 GTB/4                              | DAY | MUG | DIJ | MON | SIL | NÜR | VAL | PER | WAT | EST | LEC | MOS | IMO | SAL | BRH | HOK | VAL |
| 1977   | Ramsey Ferrari                      | Ferrari 365 GTB/4                              | 30  |     |     |     |     |     |     |     |     |     |     |     |     |     |     |     |     |
| 1978   | Ward Racing                         | Ferrari 365 GTB/4                              | DAY | SEB | MUG | TAL | DIJ | SIL | NÜR | LEM | MIS | DAY | WAT | VAL | ROD |     |     |     |     |
| 1978   | Ward Racing                         | Ferrari 365 GTB/4                              | 8   |     |     |     |     |     |     |     |     |     |     |     |     |     |     |     |     |
| 1979   | Modena Sports Cars Electramotive    | Ferrari 365 GTB/4 Datsun 280ZX                 | DAY | SEB | MUG | TAL | DIJ | RIV | SIL | NÜR | LEM | PER | DAY | WAT | SPA | BRH | ROA | VAL | ELS |
| 1979   | Modena Sports Cars Electramotive    | Ferrari 365 GTB/4 Datsun 280ZX                 | 2   |     |     |     |     | 10  |     |     |     |     |     |     |     |     | 24  |     |     |
| 1980   | Nicholas Racing Electramotive       | Ferrari 365 GTB/4 Datsun 280ZX                 | DAY | BRH | SEB | MUG | MON | RIV | SIL | NÜR | LEM | DAY | WAT | SPA | MOS | ROA | VAL | DIJ |     |
| 1980   | Nicholas Racing Electramotive       | Ferrari 365 GTB/4 Datsun 280ZX                 | 14  |     |     |     |     | DNF |     |     |     |     |     |     |     | 8   |     |     |     |
| 1981   | Farm Racing Electramotive           | Ferrari 512 BB Datsun 280ZX                    | DAY | SEB | MUG | MON | RIV | SIL | NÜR | LEM | PER | DAY | WAT | SPA | MOS | ROA | BRH |     |     |
| 1981   | Farm Racing Electramotive           | Ferrari 512 BB Datsun 280ZX                    | DNF |     |     |     |     |     |     |     |     |     |     |     |     | DNF |     |     |     |
| 1982   | Electramotive                       | Nissan 280ZX                                   | MON | SIL | NÜR | LEM | SPA | MUG | FUJ | BRH |     |     |     |     |     |     |     |     |     |
| 1982   | Electramotive                       | Nissan 280ZX                                   |     |     |     | DNF |     |     |     |     |     |     |     |     |     |     |     |     |     |
| 1984   | Jaguar Group 44                     | Jaguar XJR-5                                   | MON | SIL | LEM | NÜR | BRH | MOS | SPA | IMO | FUJ | KYA | SAN |     |     |     |     |     |     |
| 1984   | Jaguar Group 44                     | Jaguar XJR-5                                   | DNF |     |     |     |     |     |     |     |     |     |     |     |     |     |     |     |     |